# Cuautla (Morelos)
Pour les articles homonymes, voir Cuautla.
Cuautla est une ville située dans l'État de Morelos, au Mexique, dont elle est la deuxième ville (300 000 habitants environ) après Cuernavaca (1 million d'habitants environ).
A 80 km au sud de Mexico, elle est reliée à Mexico par une autoroute (Carretera Federal Cuota).
C'est une ville industrielle.

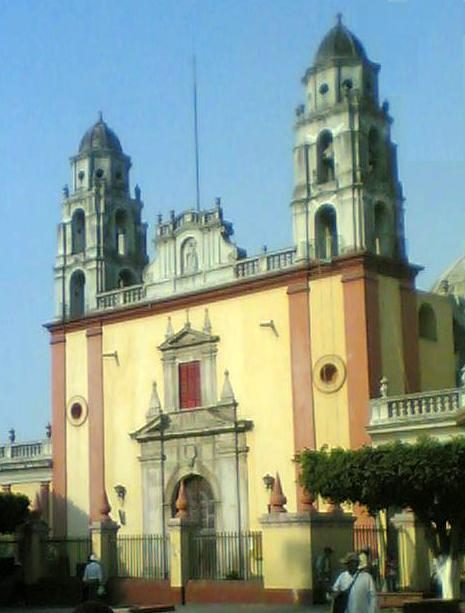
L'église Saint-Jacques et l'ancien couvent de Santo Domingo de Guzmán.
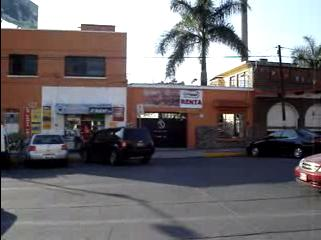
Une rue du centre-ville.
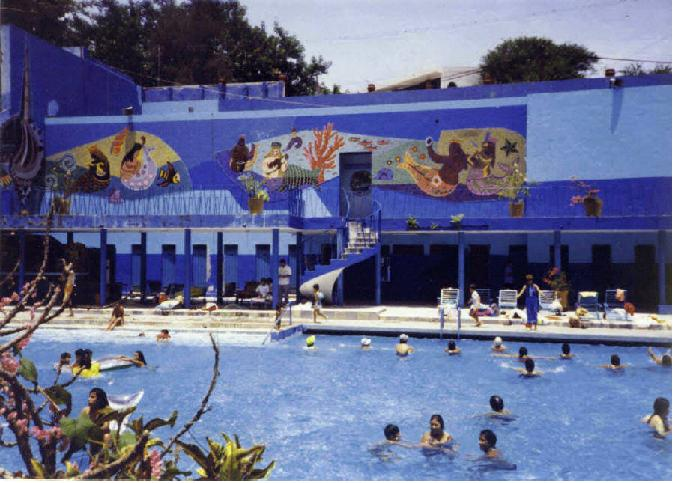
Le bassin principal des bains Agua Hedionda.